# アイドランク
『アイドランク』は、原作：宮場弥二郎、作画：さきしまえのきによる日本の漫画作品。Webコミック『COMICメテオ』（フレックスコミックス）にて2017年6月21日に読み切りが公開。2017年9月20日から2019年10月16日にかけて連載され、のちにフレックスコミックスにて単行本として全4巻が発売された。アイドル（Idol）とドランク（Drunk=酒呑み）を掛け合わせて「アイドランク」のタイトルの通り、実年齢が20代のアイドルが東京都内の飲食店などで酒を呑むというレポート的な漫画で、登場する飲酒店も東京都内に実在する店が、店名を伏せた形で登場している。
2018年8月、単行本第2巻の発売に合わせて本作のPVが公開された。2019年3月に発売された単行本第3巻の帯には、ホッピービバレッジの社長である石渡美奈が推薦コメントを寄せている。2019年11月に発売された単行本第4巻の帯には、スマートフォンアプリ「WONDAR FOR」で本作のサキとほのかのARモデルで遊べるQRコードが付属した。
2024年1月5日、BookLiveにおける連載再開が告知され、同年1月10日より『COMICメテオ』連載分からの続きとなる第24話の有料配信が開始された。コミックス化については未定とのこと。

## あらすじ
国民的人気アイドルグループ「アイドランク」のセンターを務める赤羽サキは、世間では未成年と偽って淑女然とした振る舞いをしているが大の酒好きで、バレないようにと毎日自宅で缶ビールを呑む毎日を送っていた。そんなある日、変装をして昼の飲食店で呑めばバレないだろうと酒場に出かけるが、そこで同じメンバーで酒豪の大宮ほのかに出会い、その後も彼女に巻き込まれる形で、そして同じメンバーの難波鶴子も巻き込む形で酒呑みライフを送る事となるのだった。

## 登場人物
声の項はPVでの担当。
赤羽サキ(あかば　さき)
声 - 小見川千明
物語の主人公。国民的人気アイドルグループ「アイドランク」のセンター（19歳）で、愛称は「サキっぺ」。好きな食べ物はミルクセーキとマカロン。世間では「カフェの似合うアイドル」「オーガニックの似合う女性」など淑女として見られているが、実年齢は23歳で、ビールとレバテキが大好物というガッツリ系が好きな呑ん兵衛。富山県出身。アイドルとしてのプロ意識は高いが酒の誘惑には弱く、時にはほのかにそそのかされてアイドルとしてグレーゾーンなこともする。
大宮ほのか(おおみや　ほのか)
声 - 伊藤瑠花
アイドランクのメンバー（15歳）で、「日本一妹にしたいアイドル」として人気がある。愛称は「ほのかっち」。本名木下幸子(22歳)で、超のつく酒豪で、普段から身バレお構いなしに都内中の飲食店に呑みに通う毎日を送っており、今まで酔い潰れたことがない。常にスキットルをはじめとする携帯用の酒を持ち歩いている。サキを尊敬しており、サキにいい所を見せようと、引っ張っていく形で都内中の飲食店に一緒に呑みに出かける。都内中の飲食店に詳しく、贔屓にしている店では店長とも仲が良い。また、酒に対する知識が業者並みに豊富で、酒に金を使うことを惜しまない。料理の腕も高く、自身のインスタでは単調な台詞しか投稿しないが、芸名を伏せてプライベートで書いている料理レシピは事細かく書くため人気が高い。業務向けのアサヒ・エクストラコールドの認定基準(一年間に5100ℓを消費する)を個人で達成しており、専用の機材を所有している。
自家用車でトヨタ・ハイエースを所有しており、多人数向けに内装をバー仕様にしている。
難波鶴子(なんば　つるこ)
アイドランクのメンバーで、アイドランクの年長者という設定で実年齢通り23歳。愛称は「鶴子様」。サキからセンターの座を勝ち取ろうと努力しているが、ひょんなことからサキとほのかに誘われるままに呑み仲間になる。当初は上品にワインが主流だったが、ほのかにそそのかされている内にホッピーや電気ブランなども気に入るようになる。東北地方出身で、酔うと東北弁になり、実家で作るどぶろくを懐かしむ事も。電車が好きな「スジ鉄」でもあり都内の時刻表や電車の見られる絶景スポットなどに詳しい。資産運用が得意で、のちにほのかにそそのかされる形で麦酒の醸造場を買い取りオーナーになり、「ツルコブルワリー」の銘柄で販売しているビールは好評を得ている模様。
渋谷キリン(しぶや　きりん)
第9話から登場する、第9期メンバーとしてアイドランクに入った新人。公式年齢は実年齢と同じ20歳で、鶴子よりも背の高い身長171cmの高身長。生粋のアイドルオタクでアイドランクに憧れており、サキ達を尊敬しているが時折間違った解釈をする場合があり、ほのかにそそのかされて酒呑みに連れていかれることもしばしば。好物はナポリタンで、店に行く時は必ずナポリタンを注文する。
薄野あさひ(すすきの　あさひ)
第9話から登場する、キリン同様に第9期メンバーとしてアイドランクに入った新人。実年齢は20歳で、アイドルとしての年齢は17歳。物事をナチュラルかつストレートに言う性格。かなりの酒豪でほのかとは性格が似ているためか気が合う。
川越鞠香(かわごえ　まりか)
アイドランクより歴史が古い、日本有数のアイドルグループ「ベル系」の中心に位置する「セイント・ベル」のリーダー。愛称はマーリン。ぽわぽわ系のトップアイドルだが、ほのか並みの酒豪で、酔うと周囲を推す性格になる。
バイクの免許(限定解除)を取得しており、愛車はハーレーダビッドソン・エレクトラグライドのサイドカー仕様。時々たなかと一緒にツーリングし、飲み屋に立ち寄った際はマネージャー(女性)に代行運転を頼んでいる。
戸田たなか(とだ　たなか)
セイント・ベルのやんちゃ妹系アイドル。セイントベルでは1番日が浅いが、その小生意気感が人気のセイント・ベルNo.3アイドル。愛称はたなか。関西弁で会話するが、埼玉県出身で、『ミナミの帝王』をリスペクトしてキャラ作りで関西弁にしているとのこと。本当は清楚でお嬢様な性格をしており、実年齢20歳で大学生であり、容姿と性格が真逆なため身バレしてない。

## 書誌情報
- 宮場弥二郎（原作）・さきしまえのき（作画）『アイドランク』フレックスコミックス〈メテオCOMICS〉、全4巻
  1. 2018年5月11日発売[7][8]、ISBN 978-4-86675-009-5
  2. 2018年8月9日発売[3]、ISBN 978-4-86675-021-7
  3. 2019年3月12日発売[4]、ISBN 978-4-86675-053-8
  4. 2019年11月12日発売[5]、ISBN 978-4-86675-082-8